# Massacre de Halabja
Le massacre de Halabja est un massacre par arme chimique de la population civile de la ville kurde de Halabja, dans la province d'As-Sulaymaniya (Kurdistan irakien). Il a eu lieu du 16 au 19 mars 1988, pendant la guerre Iran-Irak, après la chute de la ville le 15 mars 1988 aux mains des peshmergas de l’Union patriotique du Kurdistan (UPK) de Jalal Talabani.
Environ 5 000 Kurdes périrent dans des attaques chimiques au gaz perpétrées sous l'ordre d'Ali Hassan al-Majid (dit « Ali le Chimique ») par des chasseurs-bombardiers MiG et Mirage de l'armée irakienne.

## La campagne Anfal
Cette attaque fait partie de l'opération Anfal, qui provoqua la mort de 182 000 personnes et la destruction de plus de 90 % des villages kurdes.

Le 26 mai 1987, Ali Hassan Al Majid déclara devant les responsables du parti Baas : 

« Dès que nous aurons terminé les déportations, nous commencerons à les attaquer [les pershmergas] de partout. (...) Nous les encerclerons alors en petites poches et les attaquerons avec des armes chimiques. Je ne les attaquerai pas avec des armes chimiques juste un jour, je continuerai de les attaquer pendant quinze jours. »

 Ce projet conduit à la mise en place de la campagne Anfal de février 1988 à septembre 1988. Cette campagne génocidaire est exécutée en six phases.
Le bombardement de Halabja eut lieu lors de la première phase appelée « Premier Anfal - Sergalou et Bergalou », du 23 février au 19 mars 1988. Cette ville frontalière peuplée de civils kurdes était tombée aux mains des Iraniens. Au cours de leur contre-offensive, les forces irakiennes utilisèrent du gaz moutarde.
Lors de son procès devant le Haut Tribunal pénal irakien, Ali Hassan Al Majid reconnut avoir ordonné l'utilisation de gaz contre les populations civiles kurdes du nord de l'Irak. Cet aveu lui valut d'être inculpé pour génocide. Ali Hassan Al Majid fut condamné à mort le 17 janvier 2010 et exécuté le 25 janvier 2010.

## Réactions internationales
Le 26 mai 1987, Ali Hassan Al Majid proclamait : 
« Je vais les tuer tous avec des armes chimiques ! Qui va dire quelque chose ? La communauté internationale ? Qu'elle aille se faire foutre ! (...) ». 
Le massacre de Halabja ne souleva alors guère de protestations de la communauté internationale. Perçu à l'époque comme un rempart contre le régime révolutionnaire islamique iranien, l'Irak était alors soutenu par les pays occidentaux, l'Union soviétique et l’ensemble du monde arabe, à l'exception de son rival syrien. Après l'attaque chimique, la France se contenta d’un communiqué condamnant l’« usage d’armes chimiques où que ce soit ». L’ONU de son côté, dans un rapport rendu public le 26 avril 1988, nota simplement que « des armes chimiques ont de nouveau été employées tant en Iran qu’en Irak » et que « le nombre de victimes civiles augmente » sans pour autant désigner de responsable, qui était l'Irak baathiste.